# Дезіре Скотт
Дезіре Скотт  (англ. Desiree Scott, 31 липня 1987) — канадська футболістка, олімпійська медалістка.

## Виступи на Олімпіадах
| Олімпіада   | Дисципліна | Місце |
| ----------- | ---------- | ----- |
| Лондон 2012 | футбол     | 3     |